# Vincent Peillon

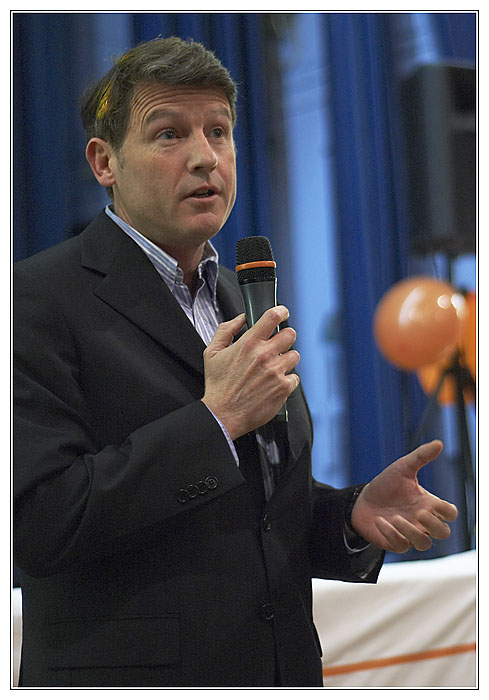
Vincent Peillon în aprilie 2005.

Vincent Peillon (n. 7 iulie 1960, Suresnes)  este un om politic francez, membru al Parlamentului European în perioada 2004-2009 din partea Franței. 
1. ↑  Vincent Peillon, base Sycomore, accesat în 9 octombrie 2017
2. ↑  Vincent Peillon, Roglo
3. ↑  Vincent Peillon, GeneaStar
4. ↑  Autoritatea BnF, accesat în 10 octombrie 2015
5. 1 2 3  Deputații în Parlamentul European
6. ↑  Système universitaire de documentation